# 2013년 세계 리듬 체조 선수권 대회
틀:세계 체조 선수권 대회 정보
제32회 세계 리듬 체조 선수권 대회는 국제 체조 연맹(FIG) 주관으로 2013년 8월 28일부터 9월 1일까지 우크라이나 키예프에서 열리고 있는 리듬 체조 국제 대회이다.